# Руссе, Кристоф
Кристоф Руссе́ (фр. Christophe Rousset; род. 12 апреля 1961, Монфаве, близ Авиньона) — французский клавесинист и дирижёр. Крупный представитель движения аутентичного исполнительства.

## Биография
Окончил с отличием парижскую консерваторию «Schola cantorum» (класс клавесина Huguette Dreyfus). В 1983 окончил Гаагскую консерваторию, где учился у Б. ван Асперена (класс клавесина), братьев Кёйкен и Л. ван Даль (класс камерного ансамбля). Брал частные уроки у Г. Леонхардта. Лауреат (1-я премия) международного конкурса клавесинистов в Брюгге (1983). В 1986-91 работал клавесинистом в известном барочном оркестре «Цветущие искусства» (Les Arts Florissants), выступал как сессионный музыкант (на клавесине и органе) в концертах и записях под руководством Р. Якобса и других известных аутентистов.
В 1991 основал и возглавил собственный ансамбль старинной музыки «Лирические дарования» (Les Talens Lyriques), в основу репертуара которого положил музыку эпохи барокко и венской классики, в том числе исполняет редко звучащие оперы и кантатно-ораториальные сочинения Ж.-Ж. Мондонвиля, Н. Йоммелли, Ф. Кавалли, Ж.-Ф. Рамо, А. Сальери, Т. Траэтты, Ж.-Б. Люлли и др. В 1993 выполнил музыкальную аранжировку и записал со своим ансамблем саундтрек к нашумевшему фильму «Фаринелли-кастрат» (1994).
Руссе гастролировал как солист и в ансамбле со всемирно признанными коллективами, специализирующимися на исполнении барочной музыки («La Petite Bande», «Musica Antiqua Köln», «Academy of Ancient Music», «Il Seminario Musicale»). Осуществлял музыкальное руководство постановками барочных и классических опер в престижных театрах, в том числе в Лионской национальной опере (2000), в оперном театре Дроттнингхольма (2007), в Театре Елисейских полей и в «Опера-Комик» (2009), оперном театре «Ла Монне» (впервые в 2009), на международном оперном фестивале в Экс-ан-Провансе (2008), на Фестивале барочной оперы в Боне (впервые в 1993) и др. Вел мастер-класс клавесина в различных городах и на различных музыкальных фестивалях Европы, в том числе (в 2000—2008) в летней музыкальной академии «Киджи» (Сиена). С 2007 Руссе и члены его ансамбля активно занимаются просветительской деятельностью (тематические лекции, концерты и семинары по барочной и классической музыке, основы техники аутентичного исполнительства) в школе «Колледж Эдгара Вареза» (Париж). Кавалер французского ордена «За заслуги» (2004).

## Творчество и признание
Творческий метод Руссе отличает скрупулёзное внимание к аутентичным стилевым особенностям исполняемой им музыки — строю инструмента, барочной импровизации и орнаментике. С этой точки зрения показательны аудиозаписи Руссе полного собрания сочинений для клавесина Ж. Ф. Рамо (зап. 1989) и Ф. Куперена (1992-94), партит И. С. Баха (1992), получившие широкое общественное признание. За записи Рамо он удостоился в 1992 награды авторитетного журнала «Gramophone» (1992), за Баха в 1995 награды «Cannes Classical Award». Для его ансамбля характерны строгая исполнительская дисциплина, точное музыкальное интонирование, виртуозность. В 2001 ансамбль «Les Talens lyriques» Руссе был удостоен французской музыкальной премии «Виктуар де ля мюзик».

## Избранная дискография (клавесин соло)
В круглых скобках указаны дата записи и лейбл, на котором впервые опубликована аудиозапись, в двойных круглых — дата выпуска (перевыпуска) записи.
- В. Ф. Бах. Пьесы для клавесина (1989; Harmonia Mundi)
- Ж.-Ф. Рамо. Полное собрание соч. для клавесина (1989; Decca)
- И. С. Бах. Итальянский концерт. Хроматич. фантазия и фуга. 4 дуэта (1990; Decca)
- Ж. Н. П. Руайе. Пьесы для клавесина (1991, L’Oiseau-Lyre)
- И. Я. Фробергер. Сюиты и др. пьесы (1991; Harmonia mundi)
- Ф. Куперен. Полное собрание соч. для клавесина[3] (1992-94; Harmonia mundi)
- И. С. Бах. Партиты (1992; Decca)
- Гаспар Ле Ру (Le Roux, Gaspard). Полное собрание соч. для клавесина (1993, L’Oiseau-Lyre)
- И. С. Бах. Гольдберг-вариации (1994; Decca)
- Д. Скарлатти. 15 сонат для клавесина (1997; Decca)
- А. Форкре. 5 сюит для клавесина (1999; Decca)
- Ж.-А. д’Англебер. Полное собрание соч. для клавесина (2000; Decca)
- И. С. Бах. Английские сюиты (2003; Naïve-Ambroisie)
- И. С. Бах. Французские сюиты (2004; Naïve-Ambroisie)
- И. С. Бах. Книжечка В. Ф. Баха (включая все инвенции) (2004; Naïve-Ambroisie)
- Ж.Н.П. Руайе. Первая книга пьес для клавесина (2007; Naïve-Ambroisie)
- Ж.-Ф. Рамо. Сюита из оперы-балета «Галантная Индия» (2007; Naïve-Ambroisie)
- И. Я. Фробергер. Избранные сюиты (2009; Naïve-Ambroisie)
- Л. Куперен. Пьесы для клавесина (2009; Aparté)
- И. С. Бах. Хорошо темперированный клавир (2 CD; 2013; Aparté)

## Избранная дискография (дирижёр)
В скобках указаны коллектив, которым дирижировал Руссе, дата записи и лейбл, на котором впервые опубликована аудиозапись, в двойных круглых — дата выпуска (перевыпуска) записи.
- Йоммелли. Плачи пророка Иеремии (+ Il Seminario musicale; 1991, Virgin-Veritas)
- Гендель. Сципион (+ Les Talens lyriques; 1993?, Aparté)
- Йоммелли. Покинутая Армида (+ Les Talens lyriques; 1994, Naïve-Ambroisie)
- Саундтрек к к/ф «Фаринелли-кастрат» ((+ Les Talens lyriques; 1995, Naïve-Ambroisie))
- Мондонвиль. Празднества Пафоса (1996, L’Oiseau-Lyre)
- Гендель. Ричард I (+ Les Talens lyriques; 1996, L’Oiseau-Lyre)
- Траэтта. Антигона (+ Les Talens lyriques; 1997, Decca)
- Моцарт. Митридат, царь Понта (+ Les Talens lyriques; 1998, Decca)
- Перголези. Stabat mater. Salve regina (+ Les Talens lyriques; 1999, Decca)
- Мартин-и-Солер (Martin y Soler). La Capricciosa Corretta (+ Les Talens lyriques; 2003, Naïve-Ambroisie)
- Люлли. Роланд (+ Les Talens lyriques; 2004, Naïve-Ambroisie)
- Сальери. Пещера Трофония (+ Les Talens lyriques; 2005, Naïve-Ambroisie)
- Глюк. Празднество Аполлона (ориг. заголовок: Philémon & Baucis) (+ Les Talens lyriques; 2006, Naïve-Ambroisie)
- Анри Демаре́. Венера и Адонис (+ Les Talens lyriques; 2006, Naïve-Ambroisie)
- Рамо. Зороастро (DVD + Дротнингхольмский хор и орк.; 2007, Opus Arte)
- Мартин-и-Солер. Добросердечный ворчун (Il Burbero di buon cuore, DVD; запись спектакля Королевской оперы в Мадриде, 2007)
- Люлли. Беллерофонт (+ Les Talens lyriques; 2010, Aparté)
- Люлли. Фаэтон (+ Les Talens lyriques; 2012, Aparté)
- Маршан. Рамо. Пьесы для клавесина (2012, Ambronay)
- Саккини. Рено (+ Les Talens lyriques; 2013, Singulares)
- Люлли. Амадис (+ Les Talens lyriques; 2013, Aparté)
- Рамо. Галантная Индия  (DVD + Les Talens lyriques; 2014, Alpha)
- Рамо. Саид (+ Les Talens lyriques; 2015, Aparté)